# Capela Anglicana de Salvador
A Capela Anglicana de Salvador foi um templo religioso vinculado à Igreja da Inglaterra — e mais tarde à Igreja Episcopal Anglicana do Brasil — inaugurada em outubro de 1853 no Campo Grande, em Salvador, na Bahia. A capela foi demolida em 1975 para dar origem ao Edifício Britânia Mansion.

## História
A história do anglicanismo no Brasil inicia-se no século XIX, no contexto da transferência da corte portuguesa para o Brasil. Em 1810 Portugal e Inglaterra assinaram o Tratado de Comércio e Navegação, que permitiu a construção de capelas anglicanas em terras brasileiras, contanto que elas não tivessem a aparência de templos religiosos — não poderiam ter torres ou sinos — e não buscassem a conversão de cristãos católicos brasileiros. Nesse ano, ocorreram os primeiros cultos anglicanos do país — em inglês e voltados exclusivamente para estrangeiros. A capelania inglesa de Salvador foi estabelecida em 1815. Inicialmente os cultos eram realizados em residências.
Em 1811, Dom Marcos de Noronha e Brito, então governador da Bahia, autorizou a inauguração do Cemitério dos Ingleses (ou British Cemetery) na Ladeira da Barra. Lá, havia uma capela anglicana usada para os rituais de sepultamento de britânicos e pessoas de outras nacionalidades. Após a Independência, o então capelão Edward Parker — conhecido como Reverendíssimo Eduardo Parker — comprou um terreno próximo ao Campo Grande para a construção de um templo religioso para a comunidade britânica de Salvador. A Capela Anglicana do Campo Grande foi inaugurada em outubro de 1853 pela Sociedade de São Jorge. A comunidade inglesa se referia ao local como Saint George's Church. Na mesma época, foram concluídas as obras de urbanização do Campo Grande, que era usado pelos ingleses para seus jogos de críquete.

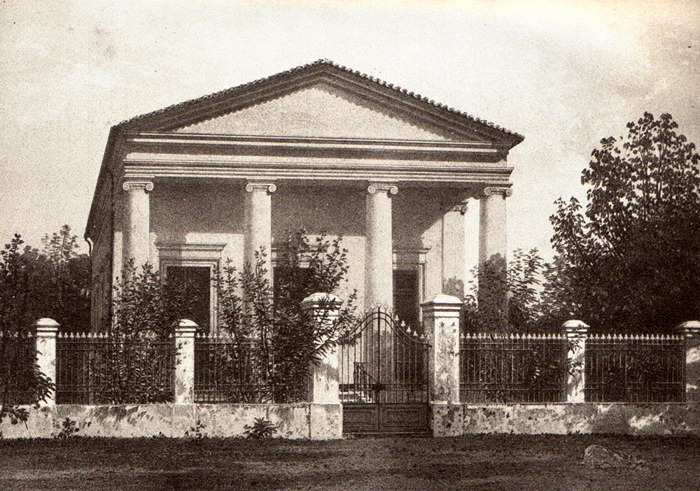
A Capela Anglicana de Salvador em fotografia do francês Victor Frond, entre 1858 e 1861.

A Capela Anglicana de Salvador seguia os moldes da arquitetura neoclássica, assim como a Capela Anglicana do Recife. Durante o Império, o catolicismo permaneceu como religião oficial do Brasil e as edificações não-católicas continuavam proibidas de terem a aparência de igrejas. Foi apenas com a Proclamação da República — com a transformação do Brasil num Estado oficialmente laico — que essa exigência deixou de existir e os anglicanos puderam finalmente realizar seus cultos em língua portuguesa e converter os brasileiros católicos. Foi quando surgiu a Igreja Protestante Episcopal no Sul dos Estados Unidos do Brasil, que daria origem à Igreja Episcopal Anglicana do Brasil (IEAB) após a fusão das capelanias inglesas com a missão da Igreja Episcopal dos Estados Unidos no Brasil em meados do século XX.
Em 1975, com o aumento da especulação imobiliária na região do Largo do Campo Grande, uma construtora negociou com a IEAB a troca do terreno da capela por um novo templo, localizado no número 1230 da Rua Ceará, na Pituba. Assim sendo, a capela foi demolida naquele ano e, em seu lugar, foi construído o Edifício Britânia Mansion. No ano seguinte, a Sociedade de São Jorge, grupo criado pelos colonos britânicos no século XIX, deixou de ser a responsável pela organização do culto anglicano em Salvador. Em 2010, a Paróquia Anglicana do Bom Pastor, herdeira da capelania inglesa na Bahia, transferiu sua sede para um novo templo no número 92 da Rua Travasso de Fora, no bairro do Bonfim na Cidade Baixa, mantendo, contudo, seu templo na Pituba. No mesmo ano, foi realizada a separação jurídica entre a Paróquia Anglicana do Bom Pastor e a Sociedade de São Jorge, que se tornou uma ONG sem vínculo direto com a Igreja Anglicana responsável apenas pela manutenção do Cemitério Britânico.